# ایستگاه متروی طالقانی
ایستگاه متروی طالقانی، یکی از ایستگاه‌های متروی تهران است که در تقاطع خیابان تخت جمشید و خیابان شهید مفتح تهران واقع شده است. این ایستگاه در خط یک مترو تهران واقع شده است.